# Гатлинг, Маркиша
Маркиша Гатлинг (англ. Markeisha Gatling; род. 14 июля 1992 года, Роли, Северная Каролина, США) — американская профессиональная баскетболистка, выступавшая в женской национальной баскетбольной ассоциации. Была выбрана на драфте ВНБА 2014 года в первом раунде под общим десятым номером командой «Чикаго Скай». Играет в амплуа центровой.

## Ранние годы
Маркиша родилась 14 июля 1992 года в городе Роли, столице Северной Каролины, в семье Марвина и Шерил Гатлинг, училась она там же в средней школе Атенс Драйв Магнет, в которой играла за местную баскетбольную команду.